# ستنيسو أوستروفسكي
ستنيسو أوستروفسكي (بالبولندية: Stanisław Ostrowski)‏ هو ضابط وسياسي بولندي، ولد في 29 أكتوبر 1892 في لفيف في أوكرانيا، وتوفي في 22 نوفمبر 1982 في لندن في المملكة المتحدة. حزبياً، نشط في Nonpartisan Bloc for Cooperation with the Government ‏ وPolish Socialist Party ‏. وقد انتخب رئيس بولندا..